# فيشني فولوتشيوك
فيشني فولوتشيوك (بالروسية: Вышний Волочёк) هي إحدى مدن روسيا في الكيان الفدرالي الروسي تفير أوبلاست. يبلغ عدد سكانها حوالي 52545 نسمة.

## أعلام
- بيوتر أنجو
- بوريس سوكولوف
- سلافا شابلن
- كونستانتين موروزوف